# ماتياس لانكامب
ماتياس لانكامب (بالألمانية: Matthias Langkamp)‏ هو لاعب كرة قدم ألماني في مركز الدفاع، ولد في 24 فبراير 1984 في شباير في ألمانيا. شارك مع منتخب ألمانيا تحت 21 سنة لكرة القدم. أما مع النوادي، فقد لعب مع أرمينيا بيليفيلد ونادي بانيونيوس ونادي غراسهوبر زيوريخ ونادي فولفسبورغ ونادي كارلسروه.

## وصلات خارجية
- ماتياس لانكامب على موقع قاعدة بيانات كرة القدم.إي يو (الإنجليزية)
- ماتياس لانكامب على موقع بيانات كرة القدم. دي إي (الألمانية)
- ماتياس لانكامب على موقع عالم كرة القدم.نت (الإنجليزية)